# Hêtre d'Orient
Fagus orientalis
Espèce
Classification phylogénétique
Le hêtre d’Orient (Fagus orientalis) est une espèce d'arbre à feuilles caduques, de la famille des Fagaceae.

## Répartition
Il pousse à partir de 500 m d'altitude dans les montagnes de l’Europe du Sud-est, dans le nord de l’Anatolie, dans le Caucase et dans l’Elbourz au nord de l'Iran, où il pousse à plus de 2 000 m. Il pousse dans des forêts mixtes, avec le sapin de Nordmann, des chênes et des pins. À l’ouest de la zone de répartition, on trouve des hybrides, Fagus × taurica, résultant du croisement avec des hêtres communs. En Europe centrale et occidentale, on plante parfois le Hêtre d’Orient dans les parcs.

## Description
Le hêtre d’Orient est un grand arbre, qui peut atteindre jusqu’à 45 m de hauteur et des diamètres de tronc de 3 m. Sa taille moyenne est cependant de 25 à 35 m environ, et le diamètre de son tronc est en général de l’ordre de 1,5 m. Il est très proche du hêtre européen, dont il se distingue cependant par ses feuilles plus rugueuses, longues de 7 à 15 cm et larges de 5 à 9 cm, allongées et elliptiques et plus large au-dessus de leur milieu. Elles sont alternes et simples, ont 7 à 13 paires de nervures secondaires (contre 6-7 pour le hêtre européen), leur bord est finement crénelé. Les fleurs sont de petits chatons qui apparaissent peu de temps après la feuille, au printemps. Les bourgeons sont allongés et minces, longs de 15 à 30 mm et d’une épaisseur de 2 à 3 mm environ.
Les graines sont de petites noix triangulaires d’une longueur de 15 à 20 mm et d’une largeur de 7 à 10 mm à la base. Il y a deux graines dans chaque cupule, qui mûrissent en automne 5 à 6 mois après la pollinisation. La cupule se différencie de celle du hêtre européen par un appendice plat, en forme de feuille, situé à la base.